# Avery Johnson
Avery Johnson (New Orleans, Louisiana; 25 de març de 1965) és un entrenador i exjugador de bàsquet nord-americà. Era coneguc com a "The little general" (el petit general), a causa de la seva capacitat de lideratge malgrat la seva poca alçada (1,80 metres). Jugava en la posició de base. Va ser entrenador dels Brooklyn Nets.

## Trajectòria esportiva

### Universitat
Va passar per les universitats de New Mexico i Cameron abans d'anar a parar a la Southern University, on en la seva temporada sènior, el 1988, va aconseguir el rècord de l'NCAA de més assistències per partit, amb 13,3, que encara es manté vigent.

### Professional
No va ser seleccionat al Draft de l'NBA de 1988, per la qual cosa va decidir disputar la lliga USBL aquell estiu. Aquell mateix any va acabar signant amb els Seattle Supersonics, i el que semblava anava a convertir-se en un curt període entre els professionals es va convertir al final en 16 anys de prolífica carrera. A més d'en els Sonics, va jugar també amb els Denver Nuggets, Sant Antonio Spurs, Houston Rockets, Golden State Warriors i Dallas Mavericks. La seva millor temporada va ser la 95-96 amb els Spurs, on va fer una mitjana de 13,1 punts i 9,6 assistències, acabant el segon de la lliga en aquest aspecte.
Va ser campió de l'NBA amb els San Antonio Spurs en la temporada 1998-1999, anotant la canasta guanyadora mancant uns segons pel final en el cinquè i últim partit de la sèrie al Madison Square Garden Arena davant els New York Knicks.
En el total de la seva carrera, les seves mitjanes van ser de 8,4 punts, 5,5 assistències i 1,7 rebots per partit.

### Entrenador
En la temporada 2004-05 va signar com a jugador-entrenador pels Dallas Mavericks, com a assistent de Don Nelson. Abans de començar la temporada decideix retirar-se com a jugador, assumint les seves funcions com a entrenador. Al març de 2005 Nelson és destituït, fent-se'n càrrec des de llavors com a entrenador principal.
La temporada següent va ser sens dubte el seu millor any, quan va ser en primer lloc seleccionat com a entrenador de la Conferència Oest de l'All Star de l'NBA 2006, essent el seu equip el que més victòries portava a meitat de temporada. Posteriorment va ser triat Entrenador de l'Any de l'NBA, poc abans de portar als Mavericks a la seva primera Final de l'NBA, caient en la mateixa davant Miami Heat.
El 31 de desembre de 2006 es va convertir en l'entrenador de la història de l'NBA que més ràpid arribava a les 100 victòries.
A l'abril de 2008 va ser acomiadat dels Dallas Mavericks degut els mals resultats en els playoffs 2008. El 9 de juny de 2010 va ser contractat pels New Jersey Nets, d'on va ser cessat a la fi de 2012.